# 格奥尔基·图卡
格奥尔基·鲍里索维奇·图卡（烏克蘭語：Георгій Борисович Тука，羅馬化：Heorhii Borysovych Tuka，1963年11月24日—），乌克兰政治人物。2015年7月至2016年4月，担任卢甘斯克州州长。

## 生平
1963年11月，生于乌克兰首都基辅。1986年，毕业于乌克兰国立科技大学（基辅理工学院）。2015年7月22日，乌克兰总统波罗申科任命图卡为卢甘斯克州州长。